# Arquidiócesis de Niamey
La arquidiócesis de Niamey (en latín: Archidioecesis Niameyensis y en francés: Archidiocèse de Niamey) es una circunscripción eclesiástica de la Iglesia católica en Níger. Se trata de una arquidiócesis latina, sede metropolitana de la provincia eclesiástica de Niamey. Desde el 11 de octubre de 2014 su arzobispo es Djalwana Laurent Lompo.

## Territorio y organización
La arquidiócesis tiene 200 000 km² y extiende su jurisdicción sobre los fieles católicos de rito latino residentes en las regiones de Tillabéri y Dosso.
La sede de la arquidiócesis se encuentra en la ciudad de Niamey, en donde se halla la Catedral de Nuestra Señora del Perpetuo Socorro.
La arquidiócesis tiene como sufragánea a la diócesis de Maradi.
En 2021 en la arquidiócesis existían 18 parroquias.

## Historia
Los primeros misioneros de la Sociedad de las Misiones Africanas llegaron a Níger en 1931.
El 28 de abril de 1942 se erigió la prefectura apostólica de Niamey con la bula Ad faciliorem del papa Pío XII, tomando territorios de los vicariatos apostólicos de Dahomey (hoy arquidiócesis de Cotonú), de Foumban, (hoy diócesis de Nkongsamba), de Jartum (hoy arquidiócesis de Jartum) y de Uagadugú (hoy arquidiócesis de Uagadugú) y de las prefecturas apostólicas de Ghardaia nel Sahara (hoy diócesis de Laghouat), Jos (hoy arquidiócesis de Jos) y Kaduna (hoy arquidiócesis de Kaduna).
El 13 de mayo de 1948 cedió una porción de su territorio para la erección de la prefectura apostólica de Parakou (hoy arquidiócesis de Parakou) mediante la bula Evangelizationis operi del papa Pío XII.
El 12 de febrero de 1959 cedió otra porción de su territorio para la erección de la prefectura apostólica de Fada N'Gourma (hoy diócesis de Fada N'Gourma) mediante la bula Quamquam cotidie del papa Juan XXIII.
El 21 de marzo de 1961 la prefectura apostólica fue elevada al rango de diócesis con la bula Qui divino consilio del papa Juan XXIII. Originariamente era inmediatamente sujeta a la Santa Sede.
El 13 de marzo de 2001 la diócesis cedió parte de su territorio para la erección de la diócesis de Maradi mediante la bula Summa diligentia del papa Juan Pablo II.
El 25 de junio de 2007 la diócesis de Niamey fue elevada al rango de arquidiócesis metropolitana con la bula Cum Ecclesia Catholica del papa Benedicto XVI.
En enero de 2015 la Iglesia católica tuvo que interrumpir toda su actividad en Níger, incluyendo las misas y las actividades escolares, como consecuencia de las protestas islamistas contra el semanario Charlie Hebdo. Numerosos templos católicos fueron destruidos y la catedral tuvo que ser custodiada por la policía.

## Estadísticas
Según el Anuario Pontificio 2020 la arquidiócesis tenía a fines de 2019 un total de 21 100 fieles bautizados.
| Año                                                                             | Población            | Población | Población      | Sacerdotes | Sacerdotes    | Sacerdotes    | Bautizados por sacerdote | Diáconos permanentes | Religiosos | Religiosos | Parroquias |
| Año                                                                             | Bautizados católicos | Total     | % de católicos | Total      | Clero secular | Clero regular | Bautizados por sacerdote | Diáconos permanentes | Varones    | Mujeres    | Parroquias |
| ------------------------------------------------------------------------------- | -------------------- | --------- | -------------- | ---------- | ------------- | ------------- | ------------------------ | -------------------- | ---------- | ---------- | ---------- |
| 1950                                                                            | 3917                 | 2 200 000 | 0.2            |            |               |               |                          |                      | 15         | 9          | 5          |
| 1970                                                                            | 12 500               | 3 985 000 | 0.3            | 26         | 6             | 20            | 480                      |                      | 32         | 66         | 7          |
| 1980                                                                            | 12 600               | 5 150 000 | 0.2            | 27         | 4             | 23            | 466                      |                      | 37         | 68         | 11         |
| 1990                                                                            | 16 300               | 7 106 000 | 0.2            | 35         | 7             | 28            | 465                      |                      | 37         | 78         | 21         |
| 1999                                                                            | 17 500               | 10 000    | 0.2            | 41         | 4             | 37            | 426                      |                      | 45         | 91         | 21         |
| 2000                                                                            | 20 000               | 10 000    | 0.2            | 33         | 10            | 23            | 606                      |                      | 30         | 78         | 18         |
| 2001                                                                            | 18 500               | 5 000     | 0.4            | 30         | 5             | 25            | 616                      |                      | 35         | 52         | 14         |
| 2002                                                                            | 10 700               | 4 950 000 | 0.2            | 26         | 13            | 13            | 411                      |                      | 20         | 43         | 10         |
| 2003                                                                            | 15 000               | 5 840 000 | 0.3            | 23         | 6             | 17            | 652                      |                      | 25         | 48         | 10         |
| 2004                                                                            | 15 000               | 5 880 000 | 0.3            | 29         | 10            | 19            | 517                      |                      | 21         | 45         | 10         |
| 2007                                                                            | 18 000               | 6 596 000 | 0.3            | 22         | 10            | 12            | 818                      |                      | 16         | 62         | 12         |
| 2013                                                                            | 20 600               | 7 637 000 | 0.3            | 39         | 21            | 18            | 528                      |                      | 21         | 60         | 14         |
| 2016                                                                            | 19 700               | 8 039 000 | 0.2            | 33         | 18            | 15            | 596                      |                      | 20         | 64         | 18         |
| 2019                                                                            | 21 100               | 9 008 670 | 0.2            | 36         | 22            | 14            | 586                      |                      | 19         | 65         | 18         |
| 2021                                                                            | 22 480               | 9 572 780 | 0.2            | 38         | 24            | 14            | 591                      |                      | 19         | 65         | 18         |
| Fuente: Catholic-Hierarchy, que a su vez toma los datos del Anuario Pontificio. |                      |           |                |            |               |               |                          |                      |            |            |            |

## Episcopologio
- François Faroud, S.M.A. † (1 de mayo 1942-21 de mayo de 1948 nombrado prefecto apostólico de Parakou)
- Constant Quillard, C.SS.R. † (15 de julio de 1948-21 de marzo de 1961 renunció)
  - Sede vacante (1984-1997)
- Marie-Jean-Baptiste-Hippolyte Berlier, C.SS.R. † (21 de marzo de 1961-25 de junio de 1984 renunció)
- Guy Armand Romano, C.SS.R. (3 de marzo de 1997-25 de enero de 2003 renunció)[nota 2]
- Michel Christian Cartatéguy, S.M.A. (25 de enero de 2003-11 de octubre de 2014 renunció)
- Djalwana Laurent Lompo, desde el 11 de octubre de 2014